# Смоленск
Смолѐнск (на руски: Смоленск, [smɐˈlʲensk]; на полски: Smoleńsk) е град в западна Русия, административен център на Смоленска област. Населението на града е около 331 000 души (2014).

## География
Смоленск е разположен на 242 m надморска височина в Смоленско-Московските възвишения, на около 378 km на запад-югозапад от столицата Москва и на 58 km източно от границата с Беларус. Градът е пресечен от изток на запад от Днепър, като централната му част се намира на южния бряг, а на север от реката е районът Заднепровие. В рамките на града в Днепър се вливат няколко притока, които образуват относително дълбоки долини, разделени от хълмове, с разлика във височината до 90 m.

## История
Градът е разрушаван няколко пъти през своята история, тъй като се е озовавал на пътя на инвазиите на Наполеон и Хитлер.
На 10 април 2010 г. полският президент Лех Качински и неговата съпруга Мария Качинска загиват, след като самолетът Ту-154 се разбива, докато опитва да се приземи на летище в Смоленск. Няма оцелели от самолета, на чийто борд са превозвани правителствени лица за церемонията по случай 70-годишнината от Катинското клане.

## Население
| Година | Население |
| ------ | --------- |
| 1939   | 157 000   |
| 1959   | 147 200   |
| 1970   | 211 000   |
| 1975   | 250 000   |
| 1982   | 316 000   |
| 1999   | 356 000   |
| 2011   | 326 600   |
| 2012   | 330 100   |

Населението на града през 2012 година е 330 100 души.

## Икономика
Край града е изградена АЕЦ, която осигурява поминъка на голяма част от местните жители.

## Инфраструктура
В града има голям университет.

## Известни личности
Родени в Смоленск
- Александър Беляев (1884 – 1942), писател
- Роман Качанов (1921 – 1993), аниматор
- Владимир Кирилов (1890 – 1937), поет
- Семьон Лавочкин (1900 – 1960), инженер
- Евгений Поливанов (1891 – 1938), езиковед
- Сергей Филипенков (1971 – 2015), футболист

Починали в Смоленск
- Петър Алексиев (1848 – 1922), български революционер
- Анна Валентинович (1929 – 2010), полска общественичка
- Глеб Владимирович (987 – 1015), княз
- Лех Качински (1949 – 2010), полски политик
- Ришард Качоровски (1919 – 2010), полски политик
- Афанасий Никитин (?-1475), пътешественик